# Arte urbana

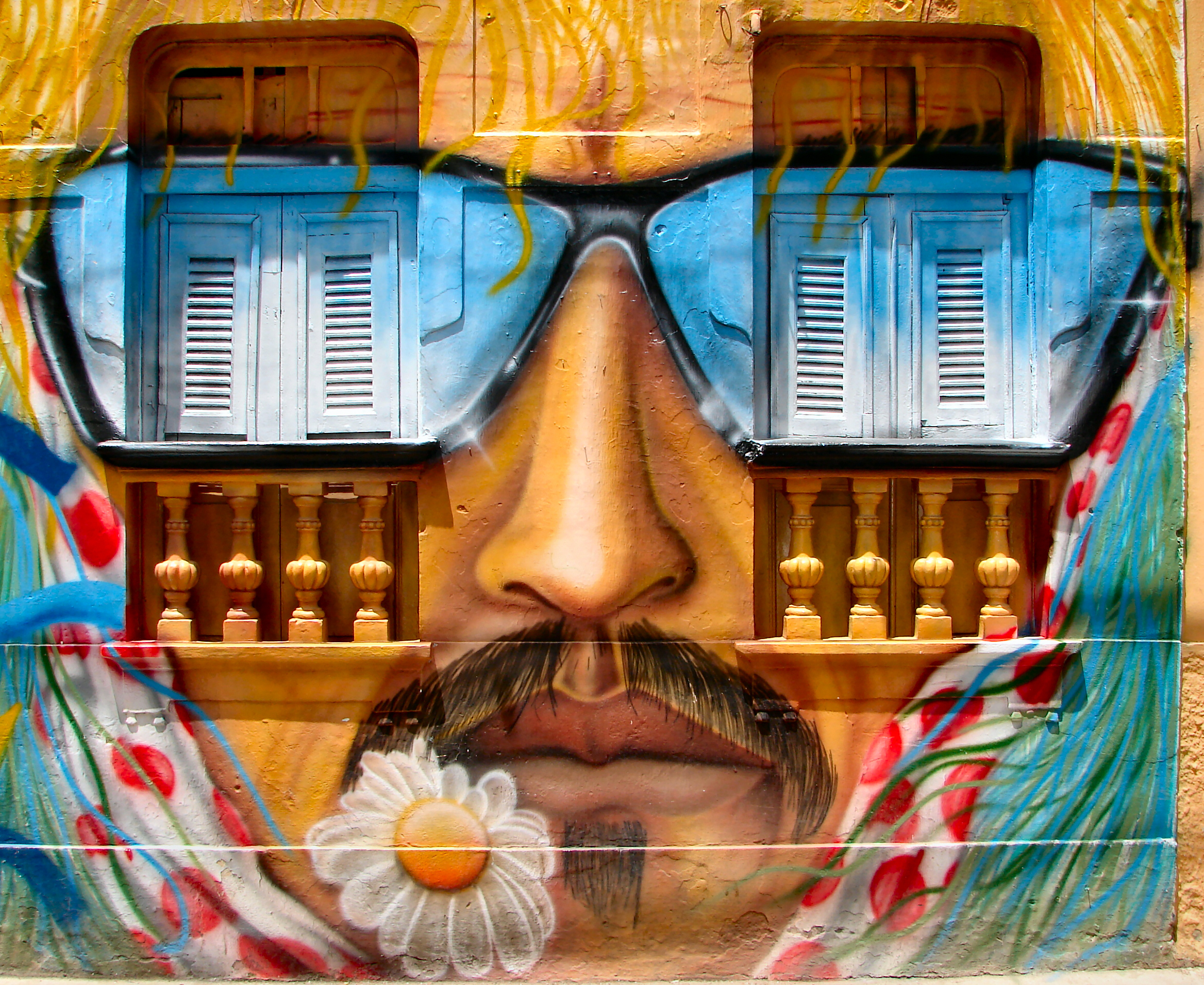
Grafite em Olinda, Brasil.

Arte urbana, urbanografia ou street art é a expressão que se refere a manifestações artísticas desenvolvidas no espaço público, distinguindo-se das manifestações de caráter institucional ou empresarial.

## Descrição
A princípio, um movimento underground, a street art foi gradativamente se constituindo como forma do fazer artístico, abrangendo várias modalidades de grafismos - algumas vezes muito ricos em detalhes, que vão do Graffiti ao Estêncil, passando por stickers, cartazes lambe-lambes (também chamados poster-bombs), intervenções, instalações, flash mob, entre outras. São formas de pessoas sozinhas, expressarem os seus sentimentos através de desenhos.

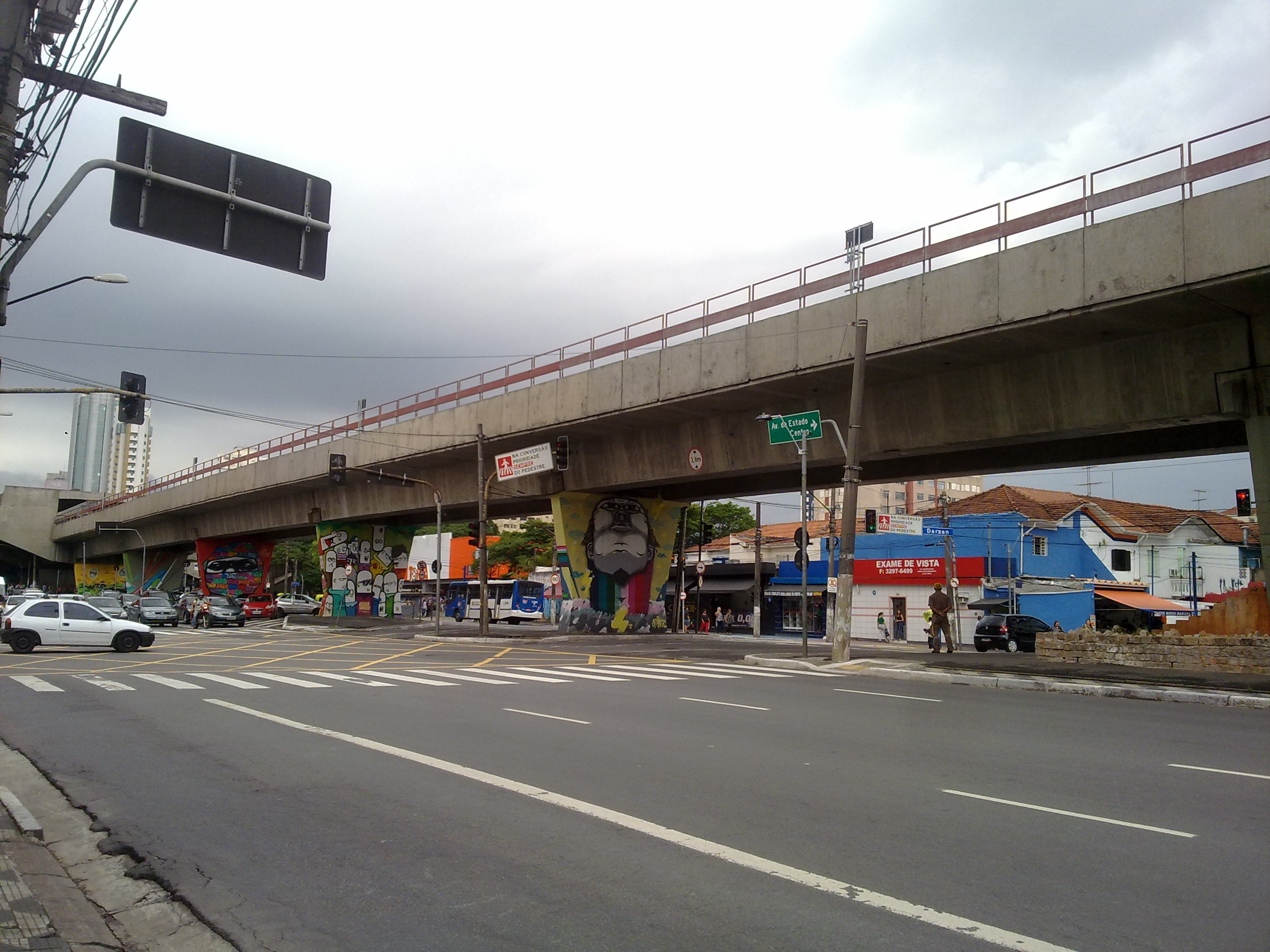
Museu Aberto de Arte Urbana de São Paulo, Brasil

A expressão "Arte Urbana" surge inicialmente associada aos pré-urbanistas culturalistas como John Ruskin ou William Morris e posteriormente ao urbanismo culturalista de Camillo Sitte e Ebenezer Howard (designação "culturalista" tem o cunho de Françoise Choay). O termo era usado (em sentido lato) para identificar o "refinamento" de determinados traços executados pelos urbanistas ao "desenharem" a cidade.
Da necessidade de flexibilidade no desenhar da cidade surgiu a figura dos planos de gestão. Este facto fez cair em desuso o termo "Arte Urbana", ficando a relação entre Arte e cidade confinada durante anos à expressão Arte Pública.
Dada a dificuldade de enquadramento das inscrições murais feitas à revelia das autoridades e proprietários no conceito de arte pública, assiste-se a um ressurgimento da designação de "Arte Urbana" que passou a incluir todo o tipo de expressões criativas no espaço colectivo. Esta designação adquiriu assim um novo significado e pretende identificar a Arte que se faz no contexto Urbano à margem das instituições públicas.

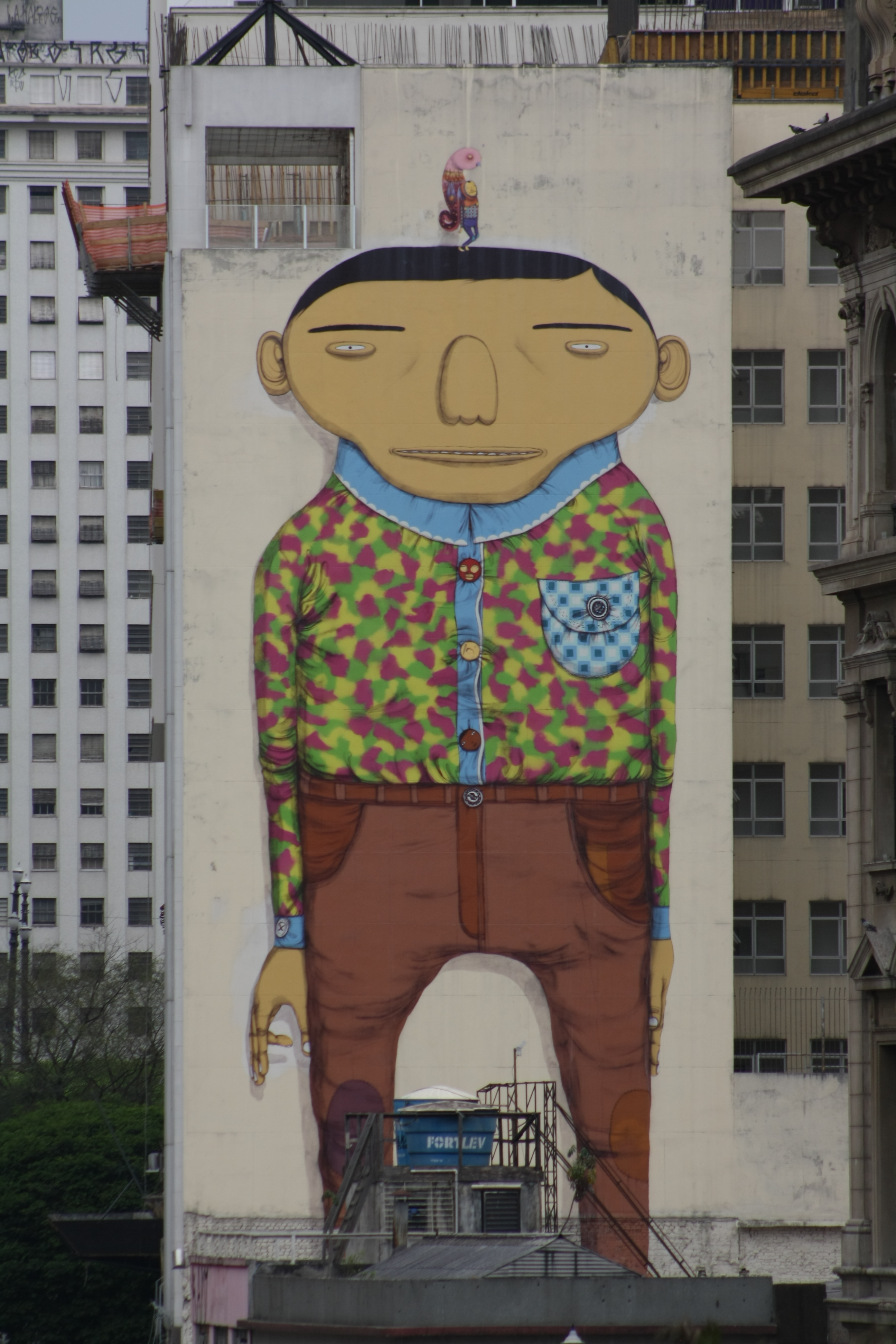
O Estrangeiro, graffiti por Os Gêmeos, Vale do Anhangabaú, São Paulo

Poucos veículos são voltados exclusivamente para esse tipo de arte, um deles é o Street Art View do Google Art Project.
Além do grafite, a Arte Urbana também inclui estátuas vivas, músicos, malabaristas, palhaços, teatro de ruas, pintura mural e intervenção urbana.

## Graffiti
Graffiti (Grafito) normalmente feito com tintas em spray e marcadores, nas paredes de edifícios, túneis, ruas, as obras carregam fortes criticas a sociedade. Grande parte dos grafiteiros mantem anonimato pois algumas pessoas ainda consideram um ato de vandalismo (pintar muros e patrimônios públicos).

## Estêncil

Banksy

Estêncil é uma técnica de pintura utilizada para aplicar um desenho sobre qualquer superfície, com o uso de tinta, sendo aerossol ou não, o Estêncil é feito com papel, plástico, metal ou acetato, onde tem uma boa durabilidade e seja fácil de cortar, para fazer a forma do desenho.

## Cartaz

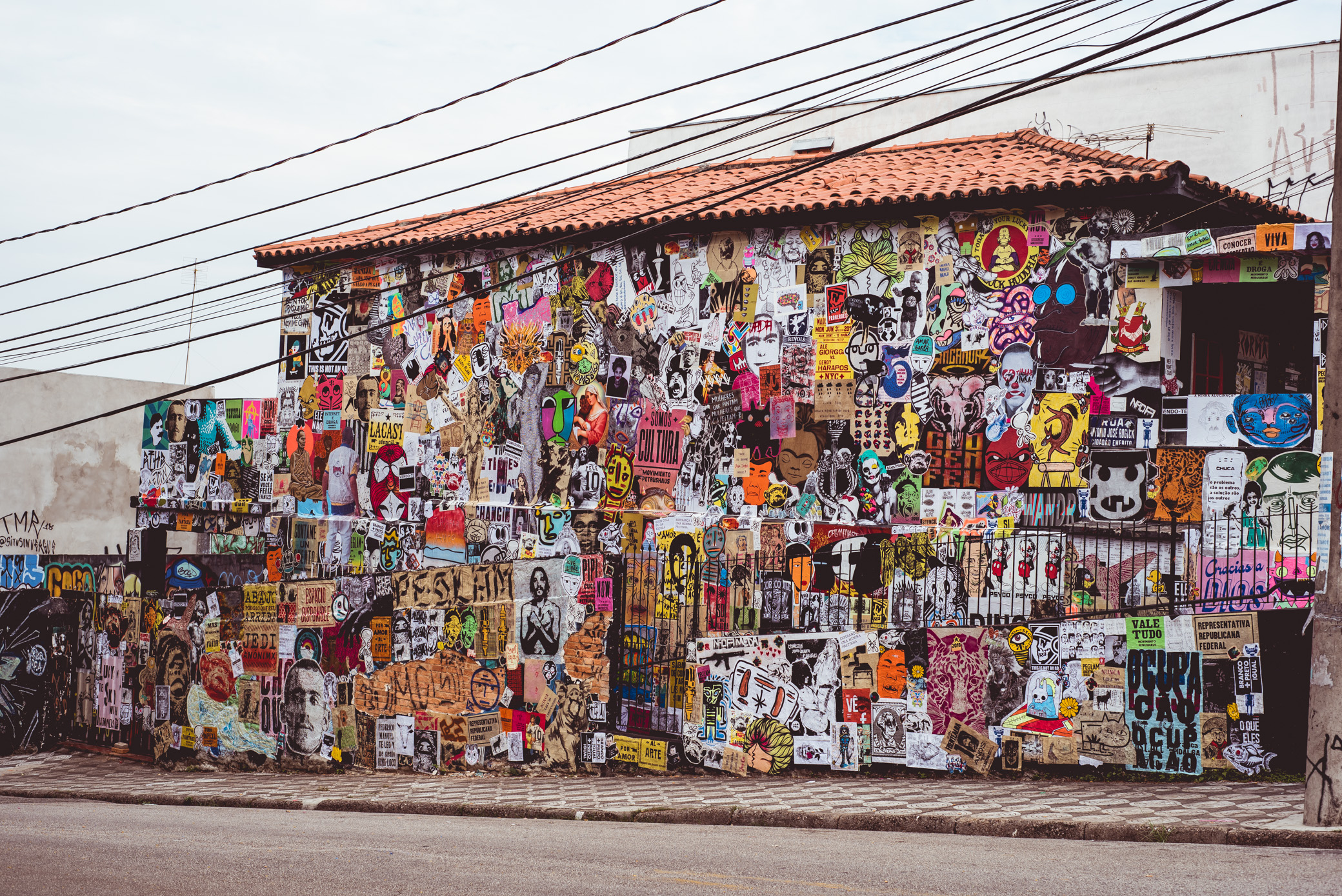
Chamada internacional de lambe-lambes, o PEGLAM International - Pegatinas e Lambes, realizado pela rede Lambes Brasil e os artistas brasileiros Alberto Pereira, D15cordia, Magosh e os argentinos Gerdy Harapos e Ale Giorgga reuniu mais de 250 artistas de 17 países em Sorocaba, interior de São Paulo

Cartazes, pôsteres de rua ou lambe-lambes (Wheatpaste em inglês) são comuns e podemos facilmente vê-los nas cidades. Podem ser feitos manualmente ou impressos com diferentes técnicas gráficas sobre uma folha de papel e colados nas ruas.
Variam quanto à técnica, tamanho, quantidade de cores e formato. Quanto a técnica, podem ser confeccionados em impressão artesanal (estêncil, serigrafia, xilogravura), em impressão digital produzidos em gráficas de pequeno, médio e grande porte ou manualmente desenhados e pintados. Quanto ao tamanho, podem ser produzidos tanto em escalas pequenas quanto em proporções maiores. Também variam em cores e formatação; dos mais comuns em formatos retangulares e quadrados de única cor, aos irregulares e com recortes e formas mais orgânicas podendo ser tanto em preto e branco, quanto coloridos. 

## Projeções de vídeo (Video mapping)

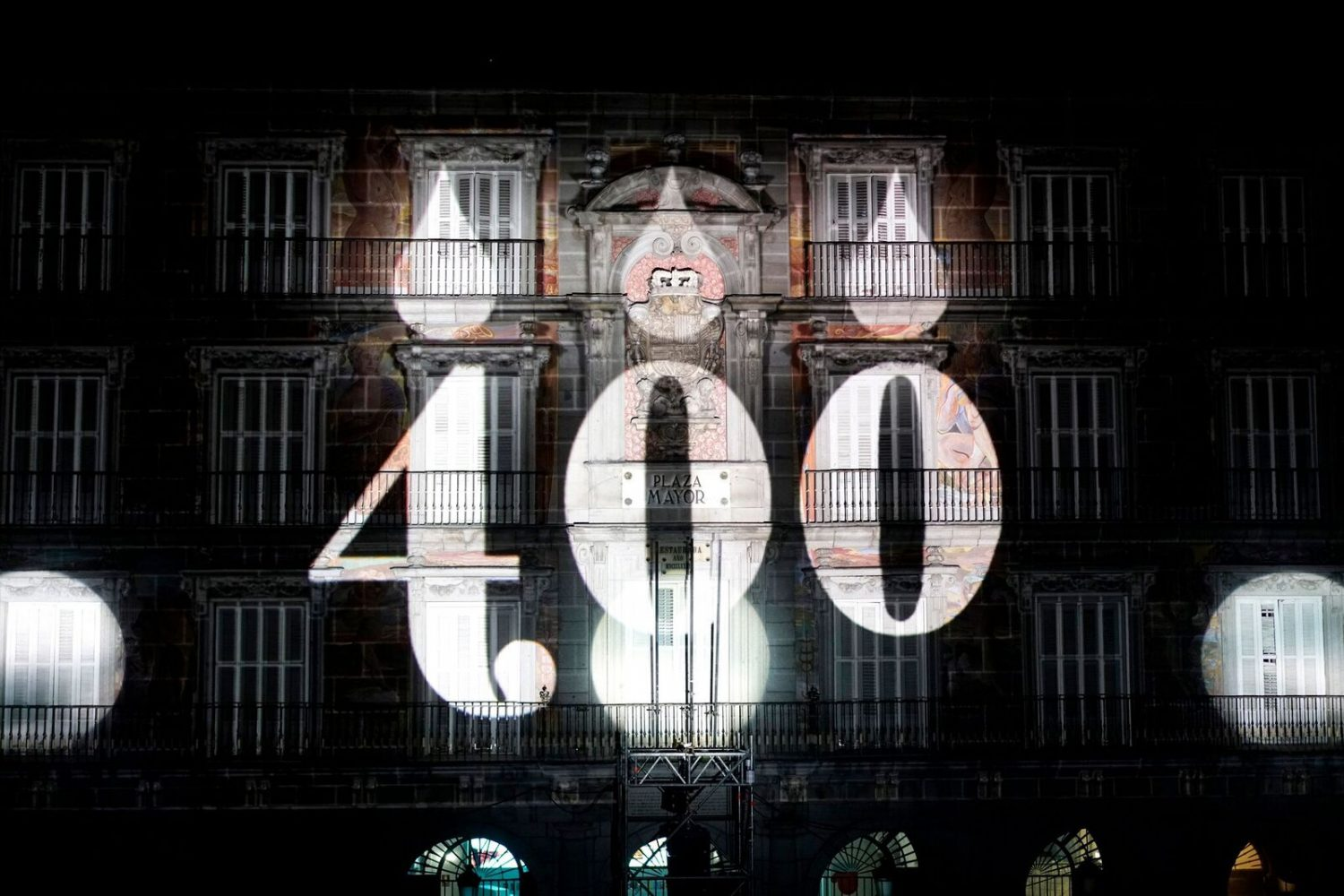

Projeções de vídeo são formas interativas de arte de rua. Nesta técnica projeções de vídeo são feitas em uma parede ou um edifício que transformam lugares comuns do cotidiano em obras de arte temporárias.

## Instalações de Rua
Uma instalação (krafts) é uma manifestação artística contemporânea composta por elementos organizados em um ambiente. Ela pode ter um caráter efêmero (só "existir" na hora da exposição) ou pode ser desmontada e recriada em outro local. 
Diferentemente do que ocorre tradicionalmente com as esculturas ou pinturas, a mão do artista não está presente na obra como um item notável

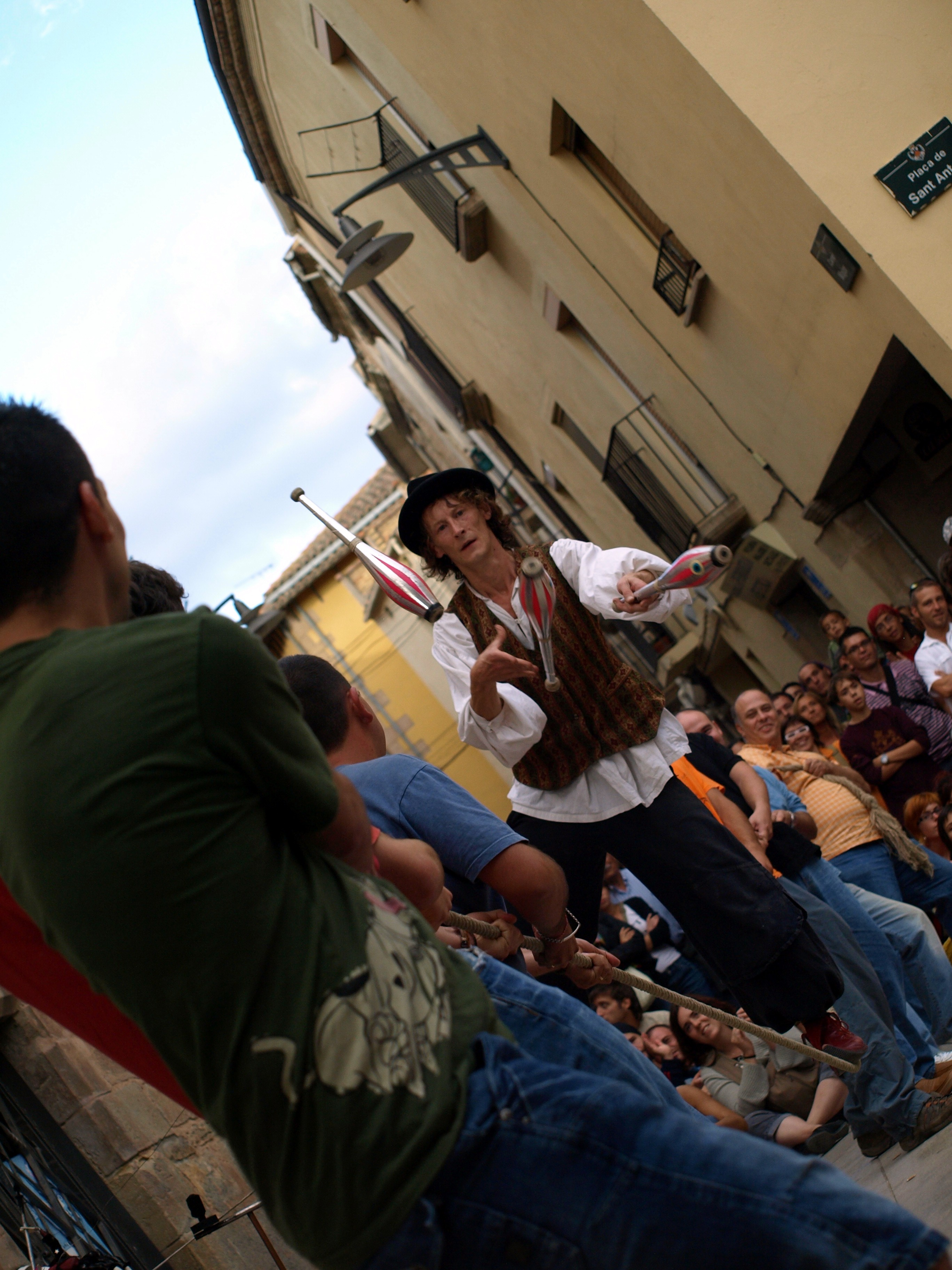
Malabarista

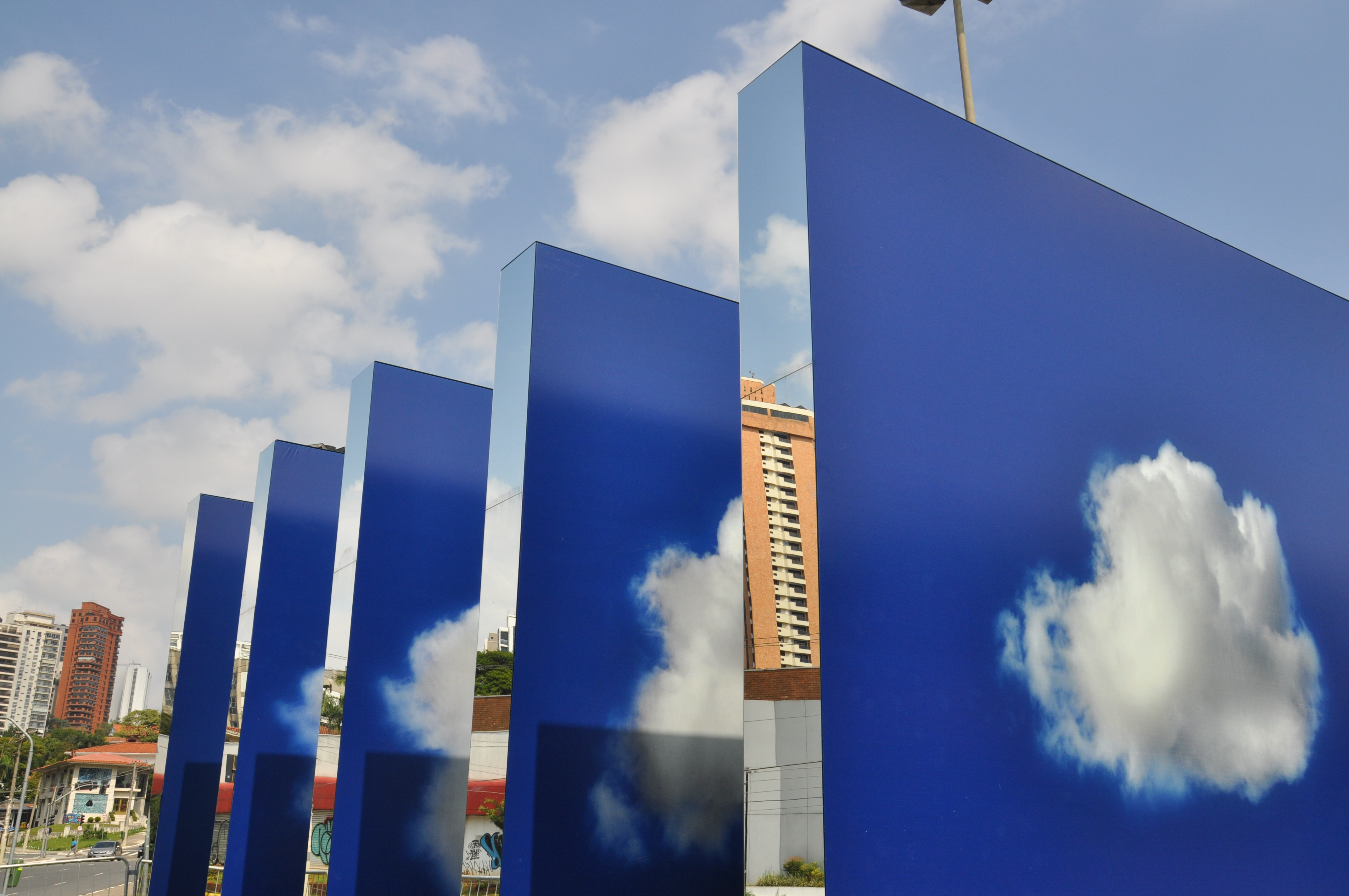
Projeto Nuvem - São Paulo

## Artistas de rua
Artista de rua (ou saltimbanco) é um artista que se apresenta em locais públicos para divulgar seu trabalho ou levar o entretenimento para todas as pessoas.
Define-se como arte de rua praticamente todo tipo de diversão, como contorcionismos, acrobacias, malabarismos, mágicas, truques com cartas, ventriloquismo, danças, recitais de poesia, apresentações teatrais e de música, estátuas vivas, palhaços, entre outros. O exercício de uma arte de rua (como malabarismos, apresentações teatrais, artesanatos etc.) é uma atividade profissional.

## Galeria

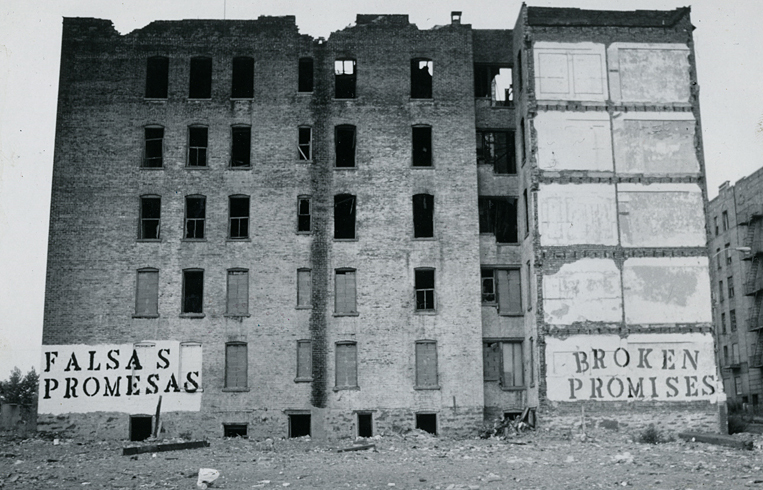
"Falsas promessas", estêncil de John Fekner.[2] Bronx, 1980.
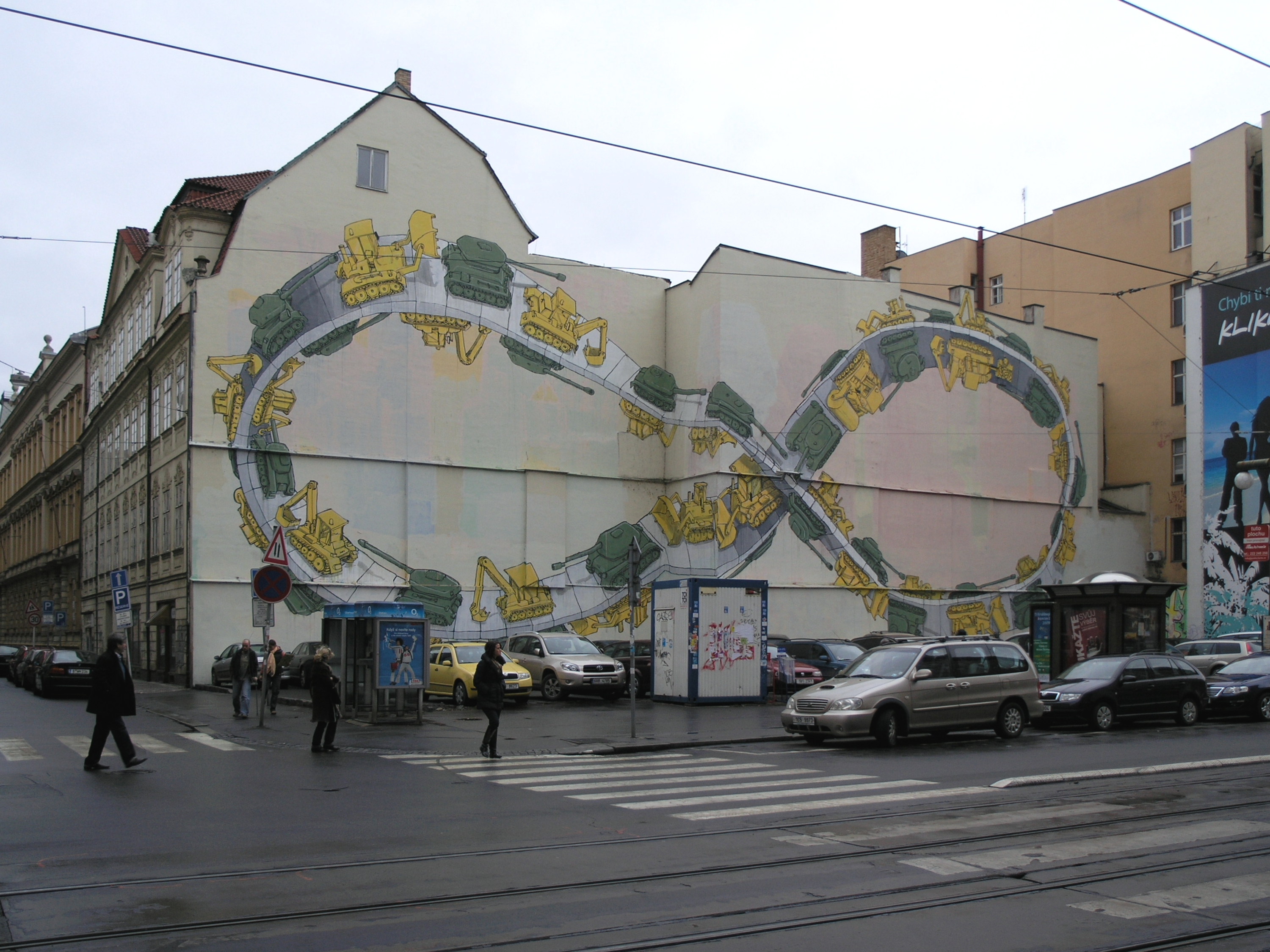
Bulldozers (escavadeiras) e tanques sobre a Fita de Moebius criada pelo italiano BLU, em Praga, 2008.
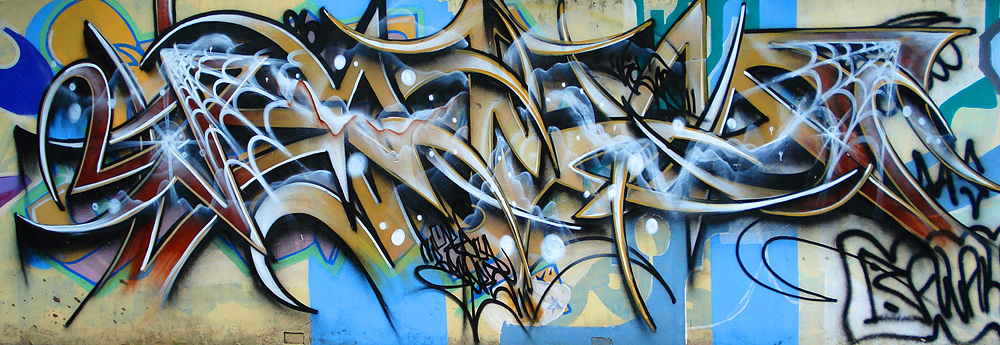
Graffiti urbano, criado pelo artista grafiteiro Rodrigo "Careca Beco RS", em Porto Alegre, Brasil.

The lovers. Estêncil de Banksy, em Bristol, Inglaterra.
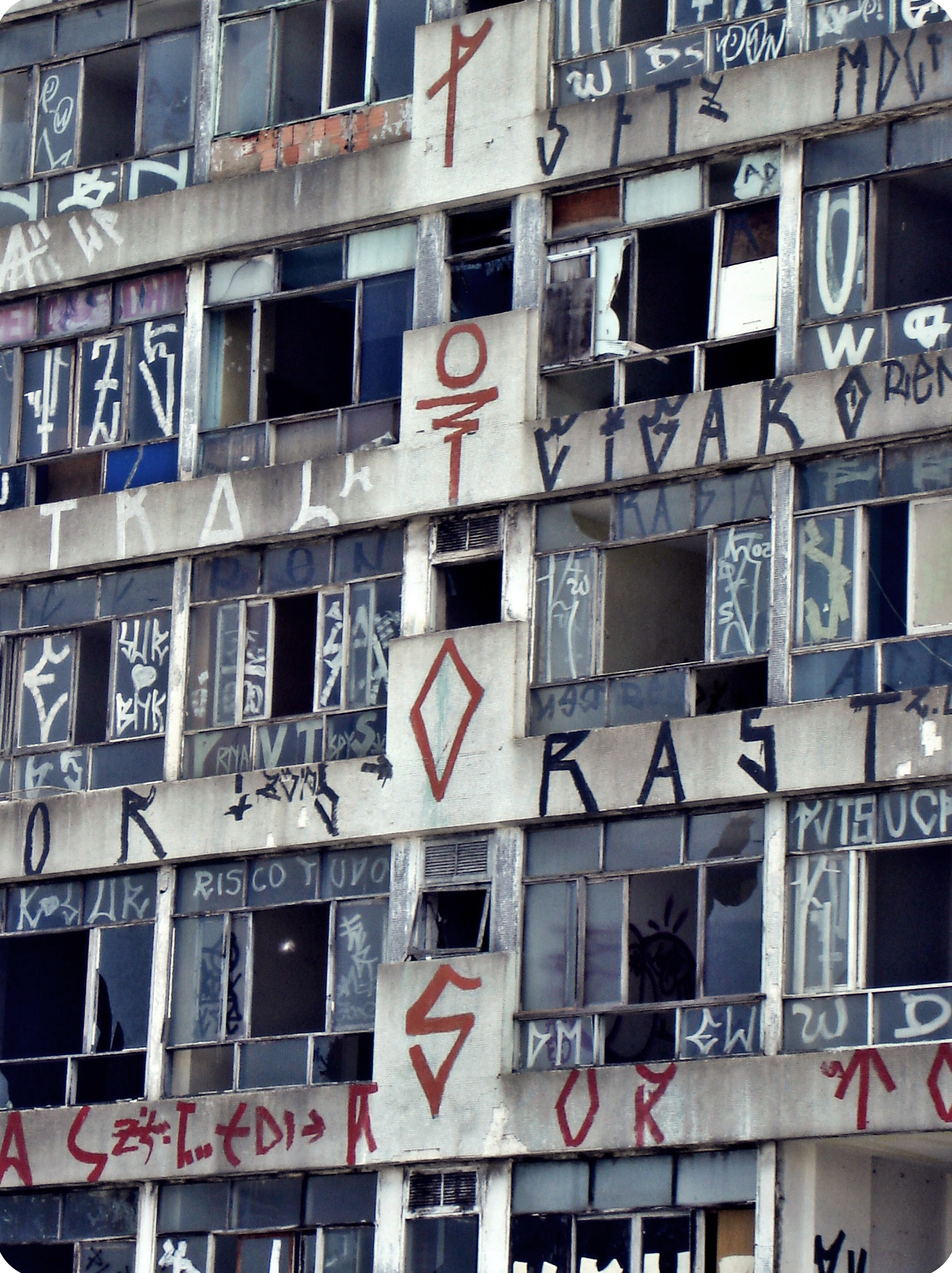
A pichação paulista é unica no mundo.
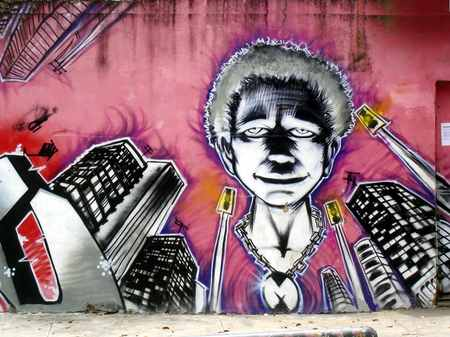
Mural no Jockey Club Brasileiro no Rio de Janeiro.
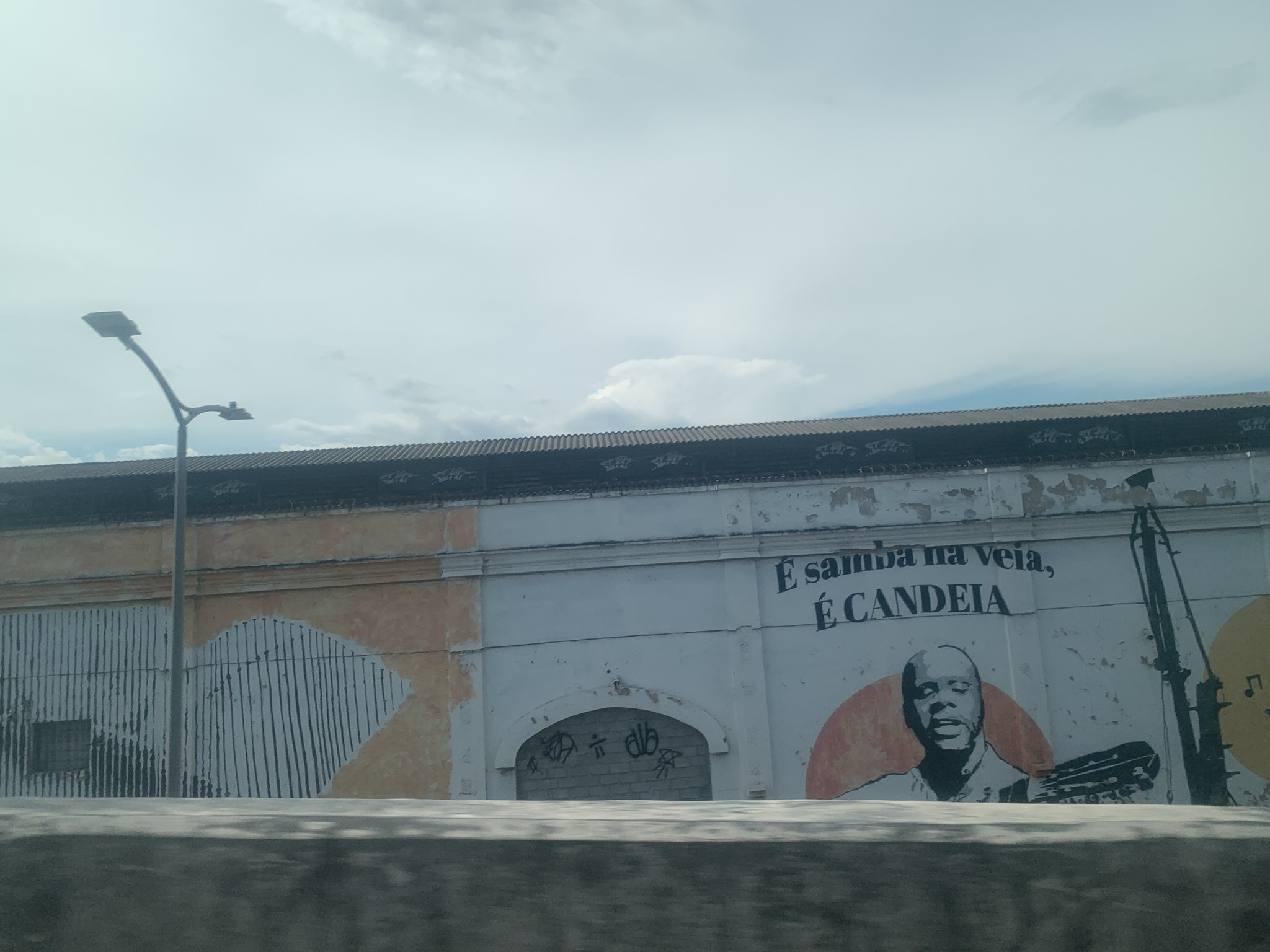
Mural em homenagem a Candeia, no Rio de Janeiro
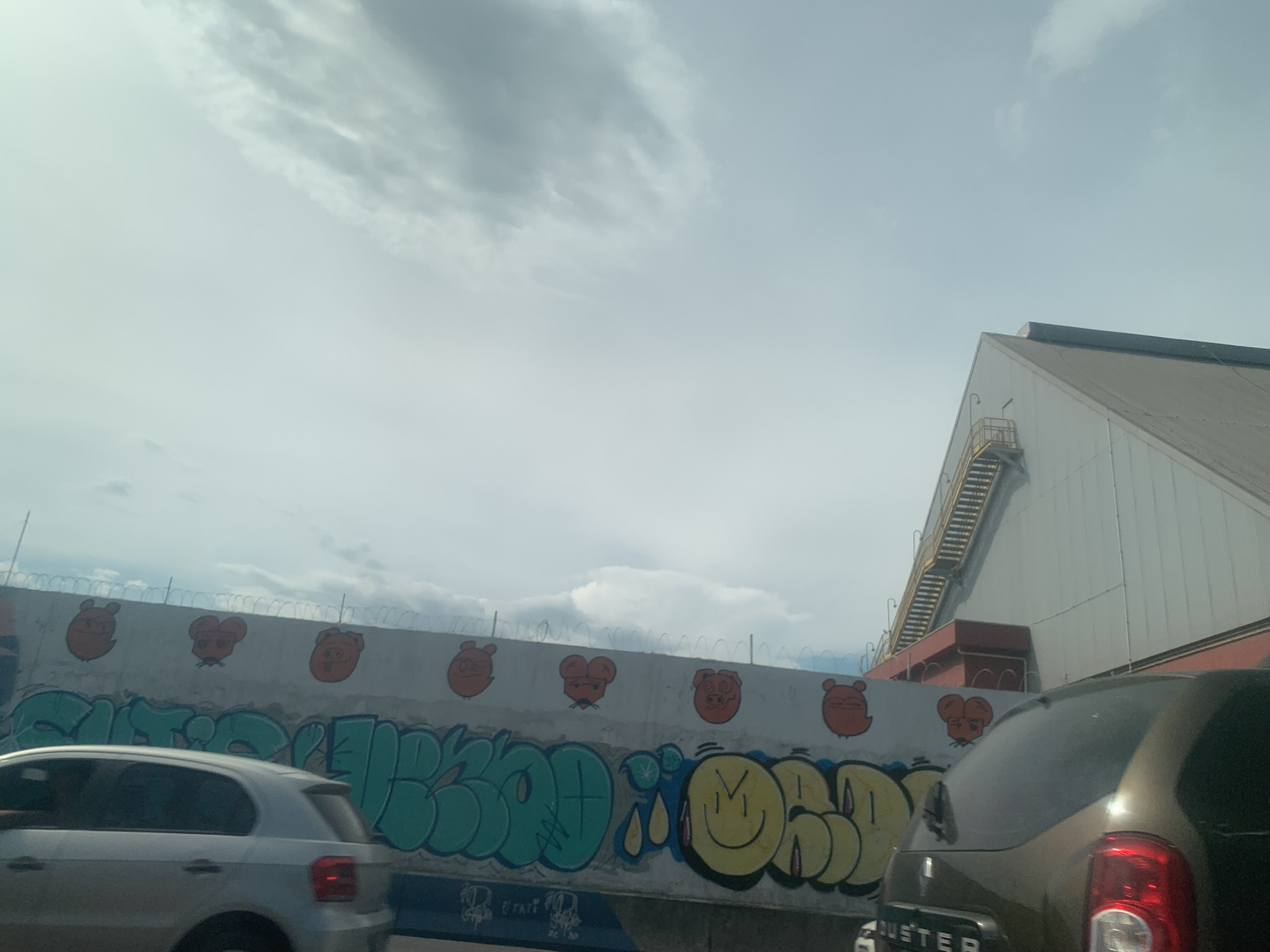
Graffitis e personas urbanas no Rio de Janeiro